# 三带蝴蝶鱼
三带蝴蝶鱼（学名：Chaetodon trifasciatus）为蝴蝶鱼科蝴蝶鱼属的鱼类。分布于红海、非洲东岸到太平洋中部夏威夷群岛及社会群岛、南到澳大利亚、北到日本、台湾岛以及西沙群岛、南沙群岛、广东沿海等，主要栖息于礁盘内。该物种的模式产地在苏门答腊。
它配对在珊瑚中游泳，专吃珊瑚虫为生。

## 扩展阅读
維基物種上的相關：三带蝴蝶鱼